# Тобіас Ассер
Тобіас Міхель Карел Ассер (нід. Tobias Michael Carel Asser; 28 квітня 1838–1913) — нідерландський державний діяч та юрист. Лауреат Нобелівської премії миру 1911 року разом з Альфредом Фрідом за роль у створенні Міжнародного третейського суду в Гаазі.